# برکنان سفلی
برکنان سفلی، روستایی از توابع بخش مرکزی شهرستان بافت در استان کرمان ایران است.

## جمعیت
این روستا در دهستان بزنجان قرار دارد و براساس سرشماری مرکز آمار ایران در سال ۱۳۸۵، جمعیت آن ۱۳۵ نفر (۳۳خانوار) بوده‌است. از این روستا می توان به کوه لاله زار رفت . این روستا داری سه مغازه ویک نان وایی است. این روستا دارای اقامت بوم گردی باغ سلیم است